# 론디니움

론디니움의 위치

론디니움(라틴어: Londinium)은 고대 로마제국의 도시로, 현재 런던의 기원이라고 추측된다. 기원전에 브리튼섬에 이미 침입했던 로마인이 기원 후 1세기 경에 건축했으며, 당시 교통의 요지였다. 도시의 이름은 원주민인 켈트족 말로 '습지의 요새'를 뜻한다.